# Kynceľová
Kynceľová est un village de Slovaquie situé dans la région de Banská Bystrica.

## Histoire
Première mention écrite du village en 1435.

## Démographie

### Évolution de la population
| Année:               | 1994. | 2004.    | 2014.   | 2024.   |
| -------------------- | ----- | -------- | ------- | ------- |
| Nombre de personnes: | 278   | 345      | 376     | 393     |
| Différence:          |       | +24,10 % | +8,98 % | +4,52 % |

| Année:               | 2023. | 2024.   |
| -------------------- | ----- | ------- |
| Nombre de personnes: | 388   | 393     |
| Différence:          |       | +1,28 % |